# Roberto De Monticelli
Roberto De Monticelli (Firenze, 1919 – Milano, 16 febbraio 1987) è stato uno scrittore, giornalista e critico teatrale italiano.

## Biografia
De Monticelli nacque a Firenze nel 1919 dagli attori Guido e Nella; nell'infanzia seguì i genitori nelle tournée esibendosi anche in qualche piccola parte in scena. Successivamente intraprese gli studi letterari laureandosi all'Università Cattolica con una tesi sul teatro verista.
Nel 1945 diventò vice capocronista a Italia Libera e due anni dopo estensore a Il Tempo di Milano, contemporaneamente scrisse articoli sul teatro. Nel 1950 passò a Epoca dove si occupò d'inchieste e reportage su vari temi, fra cui il teatro. Su quest'ultimo scrisse anche recensioni sostituendo, prima temporaneamente poi in modo definitivo, Eugenio Ferdinando Palmieri nel 1960. Contemporaneamente diventò critico sul quotidiano La Patria, partecipando poi alla fondazione de Il Giorno (1956) divenendone responsabile della rubrica teatrale; nel 1974 passa al Corriere della Sera diventandone sempre critico. Nel 1973 ricevette il Premio Racalmuto per il volume antologico Enrico IV e una scelta di atti unici dedicato a Pirandello. 

Nel 1985 vennero pubblicate alcune sue liriche nella rivista Nuovi Argomenti; l'anno dopo De Monticelli fece uscire L'educazione teatrale, un romanzo la cui stesura era iniziata più di dieci anni prima.
De Monticelli morì a Milano il 16 febbraio 1987. 
Uscirono postumi nel 1988 la raccolta di articoli L'attore composta da ritratti di attori e di pezzi saggistici da terza pagina, e nel 1997, la raccolta in tre volumi Le mille notti di un critico, frutto di una scelta curata dal figlio Guido, tra le recensioni pubblicate in quaranta anni di attività.

## Opere
- La figura del critico dal dopoguerra ad oggi: condizioni di lavoro, in Il mestiere del critico (1971)
- Dialogo in un imprecisato futuro tra un ex critico e uno spettatore, in Epoca (30 settembre 1973)
- L. Pirandello, Enrico IV e una scelta di atti unici, cura e saggio introduttivo (1973)
- Dario Fo: Un Giullare del popolo, in Corriere della Sera (14 giugno 1974)
- Nasce da un complesso di fuga il teatro diverso di Ronconi, in Corriere della Sera (20 settembre 1975)
- Una ricerca di identità, in Il signore della scena (1979)
- Una professione smarrita, in Corriere della Sera (25 giugno 1979)
- L'invisibile solitudine di Giorgio Strehler, in Corriere della Sera (6 ottobre 1979)
- Esperienze nel quotidiano, in Spettacolo e informazione: lo spazio della critica (1983)
- L'occhio di Silvio D'Amico sul teatro dei superstiti, in Corriere della Sera (14 novembre 1985)
- L'educazione teatrale (1986)
- L'attore, a cura di O. Bertani (1988)
- Il canto del teatro, con Giovanni Raboni, in Corriere della Sera (28 agosto 1997)
- Le mille notti di un critico, vol. I 1953-1963, a cura di Guido De Monticelli, Roberta Arcelloni, Lyde Galli Martinelli (1997)
- Le mille notti di un critico, vol. II 1964-1973, a cura di Guido De Monticelli, Roberta Arcelloni, Lyde Galli Martinelli (1997)
- Le mille notti di un critico, vol. III 1974-1980, a cura di Guido De Monticelli, Roberta Arcelloni, Lyde Galli Martinelli (1997)
- Le mille notti di un critico, vol. IV 1980-1987, a cura di Guido De Monticelli, Roberta Arcelloni, Lyde Galli Martinelli (1997)
- L'attore. Quarant'anni di teatro vissuti da un grande critico con Guido De Monticelli, Bologna, Cue Press, 2017. ISBN 9788899737412.